# Эрменгол VII (граф Урхеля)

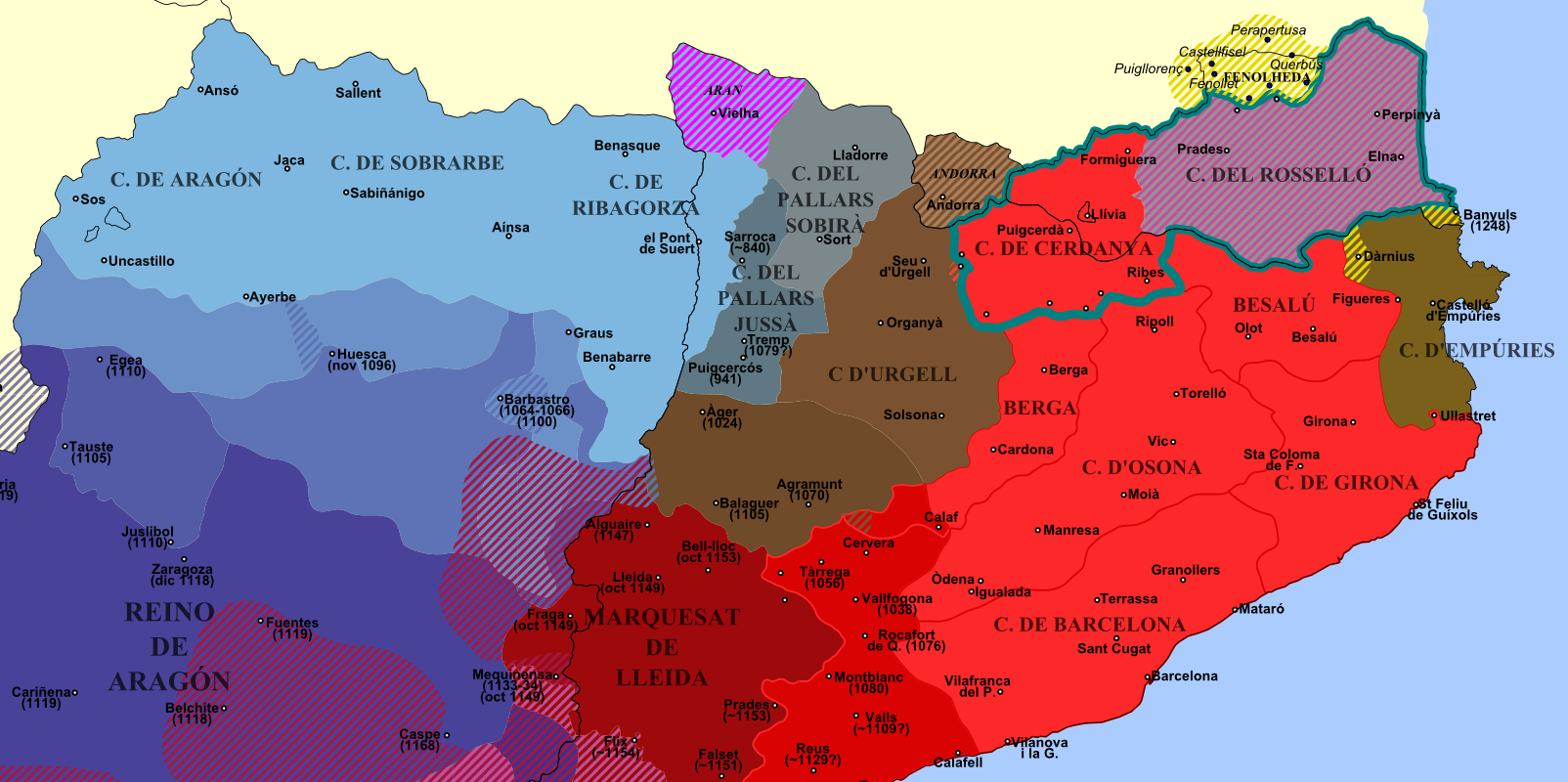
Графство Урхель на карте Северной Испании

Эрменгол VII Валенсиец (исп. Ermengol VII, Ermengol el de València; ок. 1140 — 11 августа 1184) — граф Урхеля с 1154 года.
Сын Эрменгола VI и его первой жены Арсенды де Кабрера.
В 1157 году женился на Дульсе, дочери графа Роже III де Фуа, которая в последующем управляла Урхелем во время отсутствия мужа.
Не имея возможности расширить свои владения в северных Пиренеях, Эрменгол VII занимался управлением земель в Кастилии, унаследованных от бабки. Он много времени проводил при дворе короля Фердинанда II Леонского, от которого получил в лён несколько замков в Эстремадуре и Алькантаре.
С 1164 года чеканил в Аграмуне свою монету, которая называлась «agramuntesa».
Эрменгол VII погиб 11 августа 1184 года в Реквене, где был осаждён маврами. Похоронен в аббатстве Святой Марии де Бельпуиг де Авельяна, который основал вместе с женой в 1166 году.
У него было двое детей:
- Эрменгол VIII, граф Урхеля
- Маркеза, с 1194 жена Понса II де Кабрера.